# Xã Pleasant View, Quận Tripp, Nam Dakota
Xã Pleasant View (tiếng Anh: Pleasant View Township) là một xã thuộc quận Tripp, tiểu bang Nam Dakota, Hoa Kỳ. Năm 2010, dân số của xã này là 112 người.